# Wajima Hiroshi
Wajima Hiroshi (japanisch 輪島 大士, eigentlich: 輪島 博; * 11. Januar 1948 in Nanao, Präfektur Ishikawa; † 8. Oktober 2018 in Tokio) war ein japanischer Sumōringer und der 54. Yokozuna.
Wajima, ehemaliger Yokozuna der Amateure im Hochschulsport, war der erste Großmeister, der aus dem universitären Sumō stammte. 1970 entschied sich der Absolvent der Tokioter Nihon-Universität zur Verfolgung einer Profikarriere. 1971 war er in die Makuuchi-Division aufgestiegen, ein Jahr darauf erreichte er den Rang eines Ōzeki, und schon 1973, ein weiteres Jahr später, wurde Wajima zum Yokozuna befördert. In den folgenden Jahren lieferte er sich mit seinem Erzrivalen Kitanoumi spektakuläre Duelle und gewann insgesamt 14 Turniere.
1980 verabschiedete sich Wajima nach zunehmend auftretender Erfolglosigkeit und einem letzten Turniersieg vom aktiven Sport und wurde als Stallmeister des Hanakago-beya tätig. Die Berechtigung hatte er durch die Heirat einer Tochter des alten Hanakago-obayata erhalten. Später stellte sich heraus, dass die Ehe aus diesem Grund arrangiert war. Ein Selbstmordversuch der Ehefrau im April 1982 führte zu einem Skandal. Wajima musste sich öffentlich entschuldigen. 1985 verlor er seinen Status wieder, nachdem er seinen Anteil oder Kabu als Sicherheit für das Geschäft seiner Schwester missbraucht hatte und auch prompt an einen Gläubiger abgeben musste. Der Sumōverband kaufte den Anteil wieder zurück, warf Wajima jedoch vollends hinaus, nachdem er bereits vorher degradiert worden war.
Danach folgte Wajima dem Beispiel des früheren Yokozuna Azumafuji und begann eine Laufbahn im Wrestling. Später trat er als Manager verschiedener Athleten aus dem Kampfsportbereich und eines American-Football-Teams in Japan auf.